# Bliesendorf
Bliesendorf è una frazione (Ortsteil) della città tedesca di Werder (Havel), nel Land del Brandeburgo.

## Amministrazione
La frazione di Bliesendorf è rappresentata da un consiglio di frazione (Ortsbeirat) di 3 membri.